# Свети Архангел Михаил (Синьо бърдо)
„Свети Архангел Михаил“ е бивш православен храм в романското село Синьо бърдо, България, част от Врачанската епархия на Българската патриаршия.

## История
Църквата е издигната в XIX век. Иконописта в храма е дело на дебърския майстор Велко Илиев. Църквата е разрушена в 1964 година за построяване на училището. Възстановяването ѝ започва, но са излети само основите.